# ENFJ

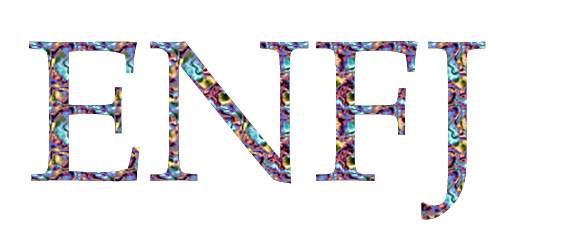
Logotyp ENFJ

ENFJ (ang. Extraverted iNtuitive Feeling Judging  – Ekstrawertyk Intuicyjny Uczuciowiec Sędzia) – jeden z 16 typów osobowości według wskaźnika MBTI oraz innych jungowskich testów osobowości, stanowiący około 2% ludzkiej populacji. Ludzie z tym typem osobowości cechują się charyzmą i zdolnościami przywódczymi.
ENFJ wykazują dużą zdolność do komunikacji interpersonalnej, często przyjmują postawę lidera, gdy, według nich, przychodzi czas działania. Osoby te żywo interesują się swoimi towarzyszami, często angażując się emocjonalnie, przez co obdarzają ludzi zbyt dużym zaufaniem lub przedkładają cudze uczucia ponad własne. ENFJ cechują się także autentycznością, szczerością i altruizmem.